# 日野站 (滋賀縣)

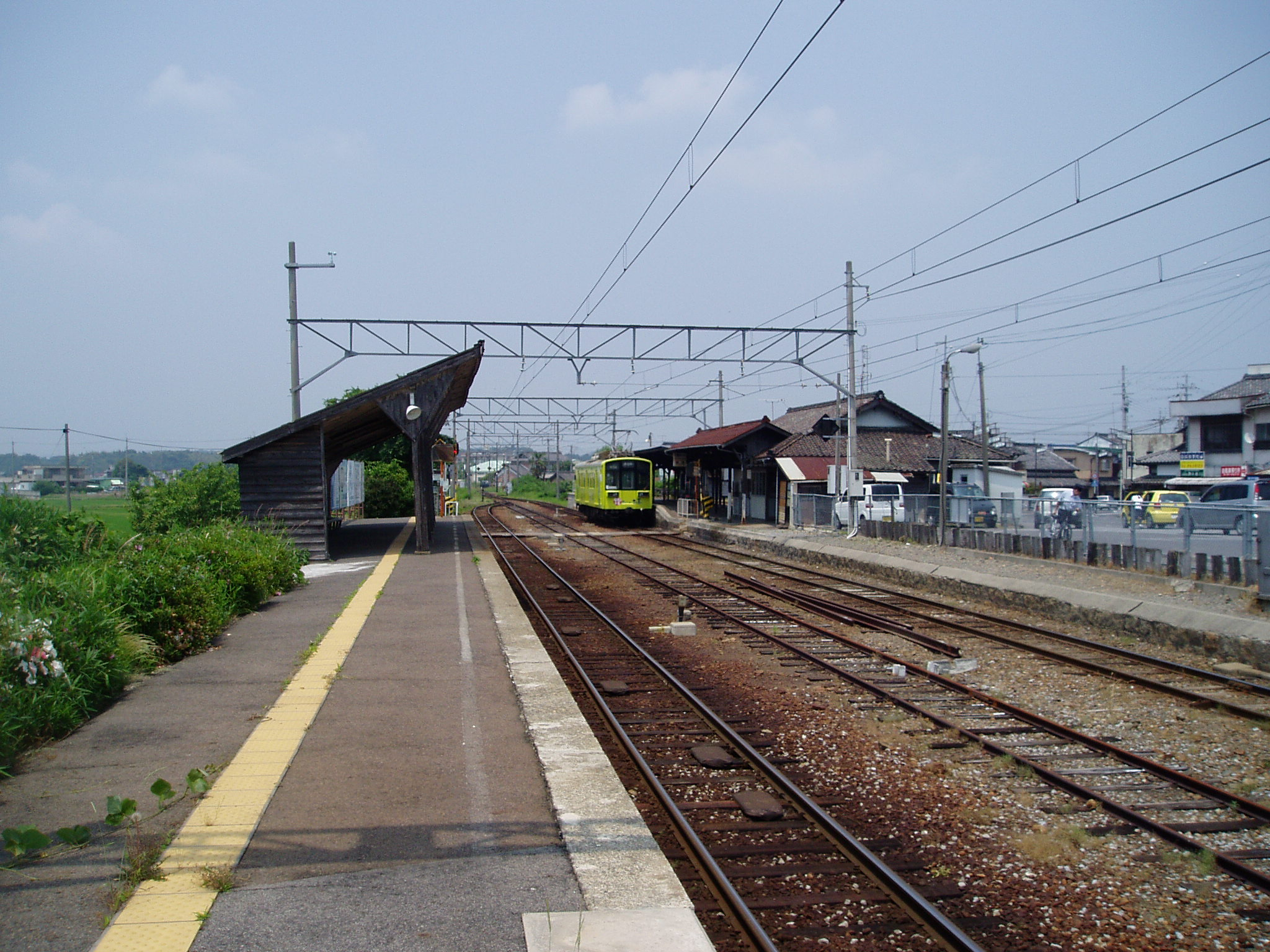
站內

日野站（日语：／ Hino eki */?）是位於滋賀縣蒲生郡日野町內池，近江鐵道本線的車站。車站編號為OR32。
在早上和晚上設有區間列車行走於此站至貴生川站之間。

## 歷史
在1900年，近江鐵道本線八日市至日野之間開通，此站啟用。當時，近江鐵道為了減低建設費用，便把車站設置於郊外，但是有記錄表示當地民居希望把車站設於町中心附近。在1916年（大正5年），車站進行增設待避線工程，車站大樓也進行翻新，當中57%費用由當地居民負擔，增設的土地是由村捐贈給近江鐵道。
在近江鐵道本線，由於運送量較少，為了減省開支，於1986年引入了名為LE-Car的鐵路巴士並行走於八日市至貴生川之間。由於該列車使用柴油引擎，因此於日野站內增設鐵路巴士的車廠、加油和加水設施。可是，由於鐵路巴士的維護費用較高，加上運輸力不足的情況下，該列車只可在繁忙時間過後才能服務，最後在1996年不再使用鐵路巴士，所有列車變回使用電動列車。
車站大樓在經歷100年後，隨著建築物老化而開始檢討是否應該把車站大樓拆毀。日野町認為車站大樓是該町之寶，因此已經預留在資金作為翻新車站大樓之用，當中包括進行建築物抗震工程，增設觀光詢問處和讓的士司機等候的咖啡廳。已預留的資金來自故鄉稅和群眾募資，合共預留了約7300萬日圓。2017年（平成29年）8月1日，車站事務部分開始使用，在10月1日，觀光交流設施暨咖啡廳開幕。另外，建於1965年（昭和40年），上行線月台上的木製候車室也由於嚴重老化，因此日野町把故鄉稅和國家補助金合共2204萬日圓補貼近江鐵道，把候車室重建，最近在2019年（平成31年）2月28日開始使用。
另外，定期券販賣處地方約20平方米空間進行了改裝，成為鐵道資料展示室，並於2020年（令和2年）5月31日啟用。展示室內展出了車站歷史和鐵路用品。在車站大樓外展出了貨車移動的裝置。車站大樓改善工程和設置展示室的總費用為約1億3700萬日圓，這些費用來自故稅稅和眾籌得來。

### 年表
- 1900年（明治33年）
  - 10月1日：八日市至此站之間開通，此站啟用。
  - 12月28日：此站至貴生川之間開通，成為中途站。
- 1916年（大正5年）：隨著進行設置待避線工程，車站大樓也進行改裝[2]。
- 1965年（昭和40年）：上行線月台建設候車室[7]。
- 1972年（昭和47年）10月：結束貨運業務[10]。
- 2017年（平成29年）
  - 8月1日：隨著進行車站大樓翻新工程，站務部分開始使用[5]。
  - 10月1日：新車站大樓和觀光詢問處與交流設施落成[6][11]。
- 2019年（平成31年）2月28日：上行線月台的候車室工程完成並開始使用[7]。
- 2020年（令和2年）5月31日：在定期票販賣處遺址開設鐵道資料展示室[8][9]。

## 車站構造
此站是近江鐵道主要車站（主管站）之一，日間為有人車站（平日7:30～9:00和15:45～19:35，星期六、日及假日7:30～11:45）。
車站是一座地面車站，設有2面3線的相對式月台（千鳥式月台），兩月台之間設有一條中線。中線為一線通過的配線。車站大樓位於車站東邊，鄰接大樓是1號月台（水口、貴生川方向月台）。對面為2號月台（八日市、米原方向月台）。兩月台之間設有站內平交道（設有遮斷機）。兩月台可讓列車折返。
車站大樓在1900年（明治33年）車站啟用以來被認為一直存在。在1916年（大正5年）增設待避線工程時進行了翻新工程。但是，此站的車站大樓仍然是私鐵中最古老的現役車站大樓。在2016年1月，南海電鐵濱寺公園站的車站大樓在1907年（明治40年）建成，同時於2016年1月結束使用，使日野站成為現役最古老車站大樓。在2015年12月，近江鐵道向日野町表示考慮把車站大樓拆毀，當時的町長藤澤直展示車站大樓是日野之寶，因此在2016年3月在町議會中與近江鐵道商討保存車站大樓。 後來在車站大樓翻新工程完成後，於2017年10月開設觀光詢問處設施。上行月台候車室在1965年（昭和40年）建成，月台上由於可望向田園地帶，因此吸引了許多人前往，後來由於候車室老化，於2018年（平成30年）6月開始進行工程重建，並於2019年（平成31年）2月28日建成，新月台上設有全長約18米的木製上蓋。
在1986年至1996年之間設有行走於八日市至貴生川之間，使用鐵路巴士（LE10形）行走，因此便於站內建設了鐵路巴士的車廠。使現時車站範圍變得較大，站內還有車廠遺蹟。
在車站內的櫃臺可購買於近江鐵道線內的硬式車票，也可購買JR西日本的聯絡車票（經貴生川）。

## 使用狀況
以下為近年一日平均乘車人次。
| 年度   | 一日平均 乘車人次 |
| ------ | ----------------- |
| 2004年 | 457               |
| 2005年 | 490               |
| 2006年 | 516               |
| 2007年 | 527               |
| 2008年 | 539               |
| 2009年 | 532               |
| 2010年 | 542               |
| 2011年 | 519               |
| 2012年 | 499               |
| 2013年 | 460               |
| 2014年 | 481               |
| 2015年 | 461               |
| 2016年 | 451               |
| 2017年 | 470               |
| 2018年 | 473               |

## 車站周邊
車站位於日野町的西邊，距離町中心2公里。
車站西邊為田園地帶，車站東邊（車站大樓一方）為住宅區。
- 滋賀縣道183號日野德原線（日语：滋賀県道183号日野徳原線）
- 內池郵局
- 日野町立必佐幼稚園
- 日野町立必佐小學
- 東近江警署（日语：東近江警察署）北比都佐警官駐在所
- 內池公園
- 日野川（日语：日野川 (滋賀県)）
- 滋賀縣立日野高等學校（日语：滋賀県立日野高等学校）
- 日野町公所]
- 近江日野郵局（日语：近江日野郵便局）
- JA Green近江 日野西綜合分店
- 日野町立日野中學
- 日野町立日野小學
- 母子健康中心
- 滋賀農業公園 布魯門之丘
- 嚴峻冒險之森

## 巴士路線
| 乘車處 | 乘車處 | 系統   | 主要途經                             | 目的地           | 巴士公司     | 備註         |
| ------ | ------ | ------ | ------------------------------------ | ---------------- | ------------ | ------------ |
| 日野站 | 1      | 日八線 | 警署前、大石町                       | 北畑口           | 近江鐵道     |              |
| 日野站 | 1      | 日八線 | 朝日站駅口、川合東、茜古墳公園前     | 近江八幡站南出口 | 近江鐵道     |              |
| 日野站 | 2      | 日出線 | 湖南日出北、日野町公所前             | 日野紀念醫院前   | 日野町營巴士 | 假日暫停服務 |
| 日野站 | 2      | 鎌掛線 | 日野紀念醫院前、日野町公所前、警署前 | 鎌掛             | 日野町營巴士 | 假日暫停服務 |
| 日野站 | 2      | 中山線 | 豐田                                 | 中山             | 日野町營巴士 | 假日暫停服務 |
| 日野站 | 2      | 南比線 | 曙團地、深山口                       | 上駒月           | 日野町營巴士 | 假日暫停服務 |

在日間時段，日八線前往中心部方向的班次可方便地轉乘近江鐵道線上下行方向列車。

## 相鄰車站
近江鐵道
■本線（水口·蒲生野線）
朝日野（OR31）－日野（OR32）－水口松尾（OR33）
此站與水口松尾站之間的距離為4.9km，在近江鐵道的站距中為最長。在水口松尾站啟用前，與鄰站水口站的距離為6.0km。

## 注腳
1. 1 2  . 京都新聞. 2016-03-14  [2021-05-09]. （原始内容存档于2016-08-17） （日语）.
2. 1 2 3 4  . 京都新聞. 2016-05-10  [2021-05-09]. （原始内容存档于2017-09-10） （日语）.
3. ↑  . 京都新聞. 2016-09-02  [2021-05-09]. （原始内容存档于2017-11-09） （日语）.
4. ↑  . 産経新聞. 2018-01-12  [2019-03-08]. （原始内容存档于2019-03-08） （日语）.
5. 1 2 3  辻良樹. . 鐵道畫刊. 2017年12月, (939): 96 （日语）.
6. 1 2  . 讀賣新聞Online. 2021-02-23  [2021-05-09]. （原始内容存档于2021-02-27） （日语）.
7. 1 2 3 4  小原健太. . 中日新聞. 2019-03-01  [2021-05-09]. （原始内容存档于2019-03-08） （日语）.
8. 1 2  . 京都新聞. 2020-06-04  [2021-05-09]. （原始内容存档于2020-09-19） （日语）.
9. 1 2  . 日野町. 2020-06-04  [2020-06-05]. （原始内容存档于2021-10-01） （日语）.
10. ↑  寺田裕一　《日本のローカル私鉄2000》　Neko出版，2000年，268p。
11. ↑  日野駅舎が完成 式典と催しで祝賀 （页面存档备份，存于） - 滋賀報知新聞（2017年10月7日）
12. ↑   (PDF). 2012-03  [2015-04-18]. （原始内容 (PDF)存档于2016-03-28） （日语）.
13. ↑  . 朝日新聞數碼. 2016-01-17  [2021-05-09]. （原始内容存档于2019-06-10） （日语）.
14. ↑  日野町數據集-Pocket統計日野　2019年

## 外部連結
- 日野站 （页面存档备份，存于）（日語）（各站資訊）- 近江鐵道
- 觀光交流資訊設施「なないろ」 （页面存档备份，存于）（日語）